# 一型アクセント
一型アクセント（いっけいアクセント）または一型式アクセント（いっけいしきアクセント）は、日本語で用いられるアクセントの一つで、アクセントの型（パターン）が1種類のものを言う。

## 概説
|                                    | 語 例                    | 都 城                              |
| 第一類 第二類 第三類 第四類 第五類 | 風が 水が 山が 笠が 春が | かぜが みずが やまが かさが はるが |

主に宮崎県小林市～都城市～鹿児島県曽於市（旧財部町・末吉町）～志布志市（旧志布志町）にかけての南北に細長い地域（諸県弁）に分布する。この地域の一型アクセントは、文節の最後の拍が常に上がるというもので、尾高一型（式）アクセントとも呼ばれる。無アクセントを一型アクセントの一つとして含める場合もあり、この場合は無アクセントを指す「平板一型（式）アクセント」または「崩壊一型（式）アクセント」と区別するため統合一型（式）アクセントとも呼ばれる。しかし無アクセントと決定的に違うのは、一型アクセントの話者にはアクセントの型の知覚があるが、無アクセントの話者はアクセントの型を意識していない点である。つまりアクセントの決まった型が存在するかしないかである。
ただ、一型アクセントは型がワンパターンであるため、結果として無アクセントと同様に「橋」と「箸」などの同音異義語を発音で区別できない。
宮崎県・鹿児島県の一型アクセントは、鹿児島県のほとんどの地域で用いられる二型アクセントの型が一つに統合してできたアクセントであるとされている。東京式アクセントなどと同様に文節を識別することが可能である。また、五島列島最南端にも一型アクセントが分布している。
愛媛県大洲市付近は無アクセントともされるが、文節の最初を高く発音する傾向があり、頭高一型アクセントとされる場合もある。